# Ponte Buggianese
Ponte Buggianese és un municipi italià, situat a la regió de la Toscana i a la província de Pistoia. L'any 2001 tenia 7.618 habitants.